# Oxytauchira jaintia
Oxytauchira jaintia är en insektsart som beskrevs av Ingrisch, F.M.H. Willemse och Shishodia 2004. Oxytauchira jaintia ingår i släktet Oxytauchira och familjen gräshoppor. Inga underarter finns listade i Catalogue of Life.